# NASDAQ
Pour l'entreprise qui gère la bourse américaine, voir Nasdaq (entreprise).
Le NASDAQ — sigle de National Association of Securities Dealers Automated Quotations — est une bourse de valeurs ouverte en 1971.
C'est le deuxième plus important marché d'actions des États-Unis, en volume, juste derrière le New York Stock Exchange (NYSE).
Le NASDAQ présente la particularité d’être 100 % électronique, et d’accueillir de nombreuses entreprises du secteur de la technologie. La bourse concurrente, le NYSE fonctionne en partie physiquement et accueille peu d'entreprises technologiques. Certaines rares entreprises, comme Intel, font le choix d’être cotées simultanément sur les deux bourses.
L'indice NASDAQ, aussi appelé communément « le NASDAQ », est l'indice boursier qui mesure la performance des entreprises qui y sont inscrites et cotées.
Le NASDAQ-100 est un indice qui repose sur les 100 plus grosses entreprises non-financières du Nasdaq. Le NASDAQ appartient au Groupe Nasdaq.

## Histoire

Ancien logo.

### Les événements d'avril et juin 1968
Entre 1965 et 1969, près de 43 000 emplois sont créés à Wall Street en raison de l'augmentation du nombre de transactions et des cours et c'est l'année 1968 qui créé les plus gros besoins. Le nombre de transaction non finalisées augmente, leur montant quadruple et il faut réduire les horaires d'ouverture pour réduire le problème, le marché fermant alors à 14 h.
Lyndon B. Johnson, créé la stupeur en se retirant de la course présidentielle le 31 mars 1968 avec le souhait d'arrêter les bombardements au Vietnam, ne laissant que sept mois à son remplaçant pour faire campagne. La première heure de trading voit des volumes incroyables: à seulement onze heures 6,06 millions d'actions ont déjà changé de mains puis c'est 20 millions sur la journée.
En milieu de semaine, c'est 51,5 millions d’actions et le volume record du crash de 1929 soit 16,4 millions d’actions par jour est pulvérisé deux fois alors qu'il n'existe pas encore de contrats à terme sur indice boursier.
L'état de la technologique de Wall Street en 1968 ne permettait pas l'échange d'un tel volume d'action, se noyant sous des montagnes de bordereaux d’ordre, bande déroulante, et autres écritures comptables, chèques et livres. L'informatique ayant déjà fait la preuve de ses capacités de traitement des données dans l’industrie, le temps était venu pour elle de se déplacer sur Wall Street, en particulier vers ses titres « non cotés » ou OTC, dont le nombre avait explosé avec la double bulle informatique, celle de 1960 et celle de 1968.
L'entrée en Bourse d'Applied Data Research, un des premiers éditeurs de logiciels indépendant, en 1965, joue un rôle important car couplée avec la première demande d'un brevet pour un logiciel, effectuée en avril 1965 pour Autoflow, afin de se protéger d'IBM, qui espérait copier et proposer gratuitement ce logiciel à ses clients,. Son action est multipliée par cinq en trois ans car ce logiciel génère des revenus significatifs dès 1966. Une seconde accélération est apportée par la réponse positive de l'administration: le 23 avril 1968 : le premier brevet logiciel de l'histoire est accordé à Applied Data Research, un des premiers éditeurs de logiciels indépendant.
« Cet été, la Bourse de New York a activé un Service central de certification informatisé », observe le magazine Computer Usage, dans son numéro de l'automne 1968. La bourse prévoit d’ajouter 1 200 actions bénéficiant de ce nouveau procédé permettant d'éviter la manutention physique des certificats d’actions par les courtiers d’ici la fin de l'année, via un projet informatique, intitulé Top Priority par Robert W. Haack, président de la Bourse de New-York.
Une bulle spéculative a cette année là plus largement impliqué toutes les actions qui semblent être liées à la technologie, avec des sociétés de toutes les tailles et une vague d'éditeurs de logiciels et de vendeur de modems, qui rappelle le frénésie de la dotcom de 1999. Les introductions en Bourse ont sur l'année totalisé 4 milliards de dollars. Le marché a atteint un sommet en novembre 1968, puis a globalement perdu près de 30 % jusqu'à juin 1970, quand la Fed a réagi de manière agressive pour empêcher une crise financière après la faillite de la compagnie ferroviaire Penn-Central en juin 1970.

### Première transaction électronique en août 1968 et investissement de la NASD
Le marché OTC, sur lequel la plupart des entreprises sont cotées, et où opèrent les membres de l’Association nationale des courtiers en valeurs mobilières (NASD), son organisme d’autocontrôle, examine lui dès 1968 les offres pour un système informatique de plusieurs millions de dollars.
Il s'agit de gérer des opérations informatiques en temps réel sur au moins 2 000 valeurs, et doit être opérationnel pour 1970. Le 13 juin 1968 en effet, lorsque le volume d'échanges a culminé à 21,3 millions d’actions rien que pour le Big Board,, il était pratiquement impossible de passer des commandes pour de nombreuses actions OTC. Les téléphones étaient bloqués et aucun acquéreur ne pouvait atteindre d’autres contreparties pour faire des achats.
Le courtier Bache prévoit d'installer un centre de données de 700 000 million de dollars à son siège de Wall Street et son rival Merrill Lynch, premier courtier américain, a déjà installé 1 500 terminaux dans ses différents bureaux à travers l'Amérique, ce qui lui permet de gagner 200 000 clients sur l'année. Mais selon une enquête de Terry Robards dans le New-York Times, c'est surtout les 12 000 machines installées depuis 1964 par Bunker Ramo et les 10 000 déployées par Ultronics Systems pour son Stockmasterqui ont révolutionné les années précédentes l'investissement boursier, tandis qu'en août 1968 a été opérée la première transaction électronique par le courtier Goodbody, qui au moment de son effondrement deux plus tard et son rachat par Merrill Lynch en octobre 1970, était le cinquième courtier en actions aux États-Unis, malgré les difficultés financières causées par un bug informatique en 1969, qui lui a coûté 7,5 millions de dollars.

### Lancement en février 1971
Le NASDAQ a été lancé le 4 février 1971, ou le 8 février, selon les sources, grâce aux techniques de communication reliant les courtiers, mises en place par Reuters.
Le Nasdaq se spécialise à son début sur les entreprises de dimension trop modeste pour être cotées au New York Stock Exchange, et rend possible la cotation d'un total de près de 2 500 entreprises.
Elles renouvellent le vieux concept mis en place dès les années 1890-1900 grâce au télégraphe et dont les premiers utilisateurs furent les agents de change.
C'est le premier marché boursier électronique à ouvrir dans le monde et le seul à fonctionner ainsi durant quinze ans. Il a été fondé par la National Association of Securities Dealers (NASD) (en français : «  Association nationale des agents de change »). Son nom est, au départ, l'acronyme de National Association of Securities Dealers Automated Quotations (en français : « cotations automatisées de la NASD »).
Parfois considéré comme une antichambre du New York Stock Exchange (NYSE) pour les entreprises pas encore assez importantes pour être cotées sur ce dernier, il a en réalité conservé en son sein la plupart des compagnies technologiques naissantes qu'il avait accueillies dans les années 1980 et 1990.
Sa forme juridique est ensuite devenue celle d'une entreprise commerciale, sous le nom de The Nasdaq Stock Market, Inc. La NASD a vendu une partie de sa participation dans l'entreprise en 2000 et 2001 et l'action Nasdaq (code : NDAQ) a été introduite en 2002 sur le NASDAQ.

## Activité
Il cote en 2019 environ 3 200 valeurs, dont beaucoup ont vu leurs cours s'effondrer lorsque leurs paris technologiques ont échoué, sans compter l'éclatement de bulles spéculatives ou conjoncturelles (1995, 2001, 2007…). Les échanges — en continu — se font sur plusieurs serveurs regroupés dans une pièce unique. Les systèmes de cotation du NASDAQ sont abrités par le Joseph R. Hardiman Technology Center, un bâtiment tout en verre dans la zone industrielle de Trumbull, ville du Connecticut. Sa capacité à traiter les échanges en continu vient de serveurs, installés au sous-sol du bâtiment, qui peuvent enregistrer jusqu'à 900 transactions à la seconde.
Si les sociétés cotées au NASDAQ sont souvent liées au monde de l'Internet ou de l'informatique, il n'en demeure pas moins que celles-ci peuvent couvrir d'autres secteurs économiques. Il arrive ainsi de trouver sur le NASDAQ de grandes entreprises concernant des secteurs d'activité tels que la banque, la distribution, les biotechnologies, l'industrie, les transports, etc.
Le NASDAQ sert de débouché naturel pour les fonds de capital-risque, un mode de financement qui consiste à accepter de prendre le risque de perdre de l'argent dans trois dossiers sur quatre mais de compenser avec le quatrième, une société capable de multiplier sa taille par plus de quatre sur un horizon de sept à huit ans.

## Indices
L'indice boursier NASDAQ est calculé en tenant compte de toutes les compagnies inscrites au marché d'actions NASDAQ et non en tenant compte uniquement d'un sous-ensemble de ces compagnies comme c'est le cas pour plusieurs autres indices boursiers. Dans l'indice NASDAQ, l'importance de chaque compagnie est proportionnelle à sa capitalisation boursière. Cet indice est assez volatil car le marché d'actions NASDAQ contient plusieurs compagnies de haute technologie dont la valeur des actions est plus volatile que la valeur des actions des compagnies de l'économie traditionnelle.
Autres indices NASDAQ :
- NASDAQ Bank Index pour les entreprises du secteur bancaire ;
- NASDAQ Biotechnology Index pour les entreprises médicales et pharmaceutiques ;
- NASDAQ Computer Index pour les compagnies qui développent du logiciel et du matériel informatique ;
- NASDAQ Financial Index pour les entreprises du secteur financier, à l’exception des banques et des compagnies d’assurance ;
- NASDAQ Industrial Index pour les entreprises industrielles ;
- NASDAQ Insurance Index pour les compagnies d’assurance ;
- NASDAQ Telecommunications Index — pour les entreprises du secteur des télécommunications.

Le Nasdaq-100 comprend les 100 plus grandes entreprises en matière de capitalisation, dont les actions sont cotées à la bourse NASDAQ. L’indice n’inclut pas les entreprises du secteur financier. 57 % du Nasdaq-100 représentent les entreprises technologiques (pour l’an 2021). À la bourse Nasdaq le fonds sous le ticker QQQ suit la dynamique du Nasdaq-100,.
Le tableau ci-dessous détaille les spécifications du contrat pour les contrats à terme Nasdaq-100 et dérivés.
|                   | Nasdaq 100 (NDA)         | E-Mini Nasdaq (ENQ)     | Micro E-Mini Nasdaq (MNQ) |
| ----------------- | ------------------------ | ----------------------- | ------------------------- |
| Taille du contrat | 100 $ X Nasdaq 100 Index | 20 $ X Nasdaq 100 Index | 2 $ X Nasdaq 100 Index    |
| Marché            | CME                      | EMiniCME                | EMiniCME                  |
| Secteur           | Index                    | Index                   | Index                     |
| Tick size (en)    | 0.25                     | 0.25                    | 0.25                      |
| Tick value        | 25 USD                   | 5 USD                   | 0,5 USD                   |
| BPV (en)          | 100                      | 20                      | 2                         |
| Dénomination      | USD                      | USD                     | USD                       |
| Décimales         | 2                        | 2                       | 2                         |

## Conséquences sur d'autres marchés
Le succès du Nasdaq a amené la bourse de Londres à créer dans les années 1980, le SEAQ, un système électronique de cotation pour coter les grandes sociétés d'autres pays d'Europe.
Fin 1996, l'association des spécialistes européens du capital risque promut l'EASDAQ, un projet de marché boursier électronique paneuropéen pour les jeunes sociétés en forte croissance, afin de faciliter les levées de fonds des entrepreneurs via le capital risque.